# Università di medicina di Vienna
L'Università di medicina di Vienna (in tedesco: Medizinische Universität Wien) è una prestigiosa accademia specializzata della capitale austriaca.
Di fatto è la vecchia facoltà di medicina dell'Università di Vienna, fondata nel 1365, diventata autonoma dal 2004.
L'ospedale generale di Vienna, l'"AKH" (Allgemeines Krankenhaus) è l'ospedale universitario dell'Università di medicina di Vienna.
L'imperatrice Maria Teresa nel 1745 affidò al medico olandese Gerard von Swieten il compito di organizzare una scuola di medicina innovativa basata sulla scienza naturalistica e non più su terapie approssimative derivanti da filosofie umanistiche .
Nel 1783 l'imperatore Giuseppe II fece costruire il grande Ospedale Generale di Vienna che sotto la direzione di Andreas Joseph von Stifft inglobò la scuola di medicina diventando la più vasta istituzione medico scientifica d'Europa .
Nel 1844 la direzione passò a Karl von Rokitansky che la riorganizzò secondo le idee darviniste secondo le quali gli esseri umani vanno compresi dal punto di vista biologico come gli altri animali e fondò la Seconda Scuola di Medicina di Vienna .
Con lui lavorò anche Josef Škoda che redasse il protocollo di auscultazione con lo stetoscopio per la diagnosi medica in uso ancora oggi.
L'Università ha una lunga tradizione nel campo del metabolismo - da Johann Peter Frank (1745-1821) e la sua descrizione iniziale di diabete insipido attraverso Arthur Biedl (1869-1933), autore del manuale Sekretion Innere (secrezioni interne), passando per Wilhelm Falta (1875-1950).

## Sport
L'università compete con la sua squadra denominata Serpents in tre discipline:
- basket maschile
- basket femminile
- football americano.